# Corvetto (metropolitana di Genova)
Corvetto è una stazione in costruzione della metropolitana di Genova, rimasta per più di un decennio in una situazione di stallo cantieristico-progettuale. Situata nella parte immediatamente iniziale di via Santi Giacomo e Filippo, è stata progettata per servire la zona di piazza Corvetto e permettere il collegamento con le linee di autobus collinari. Nel percorso della linea, la stazione si trova in posizione intermedia tra quella di De Ferrari e quella di Brignole.

## Storia
Prevista nel progetto originario come fermata intermedia del tronco De Ferrari-Brignole, la stazione venne scavata interamente ex novo (a differenza di altre stazioni della linea, che sfruttarono gallerie preesistenti) a partire dal 2007. I lavori per la sua realizzazione furono interrotti nel 2010 per mancanza di finanziamenti e per la profondità della stazione, in quanto con le infrastrutture previste all'epoca non sarebbe stato possibile rispettare gli standard di sicurezza richiesti. Si preferì quindi utilizzare tutti i finanziamenti per completare la tratta fino a Brignole: la fermata Corvetto venne lasciata "al rustico", priva delle strutture di risalita e degli arredi, e fu effettuato solo un primo scavo per predisporre la zona alla costruzione degli accessi pedonali, dando vita a quella che viene spesso definita una stazione fantasma.
Negli anni compresi tra il 2016 e il 2020 la stazione fu inclusa nuovamente nei progetti relativi alla metropolitana presentati al ministero. Le intenzioni erano quelle di ultimare la stazione e i suoi accessi naturali in via Santi Giacomo e Filippo (adiacente a Piazza Corvetto) e nei pressi del Parco dell'Acquasola, ma anche di costruire un tunnel di 200 m per collegare la stazione a via San Vincenzo. Per cui, sebbene di fatto la stazione esistesse già, la spesa per renderla operativa e costruire il tunnel sarebbe ammontata a 45 milioni.
All'inizio del 2021, in occasione della conferenza ministeriale di Palazzo Tursi, fu chiesto un finanziamento di 63,8 milioni da destinare alla stazione Corvetto (incluso l'accesso da via San Vincenzo). Nel novembre 2021, nell'ambito del PNRR, il Ministero decise di stanziare 43,8 milioni per il completamento della fermata, finanziamento che però non includeva l'uscita dal lato di via San Vincenzo; fu quindi pubblicato il bando di gara per la progettazione esecutiva.
Nell'estate del 2022 è stato affidato l'appalto preliminare al raggruppamento di aziende Tecnosistem SpA-Sidercad-Costa Minetti di Napoli. Il 3 dicembre 2022 il Comune ha approvato il progetto definitivo della stazione, il quale non comprende l'accesso da via San Vincenzo ma solo una predisposizione per realizzarlo in futuro. I lavori, per un costo complessivo di 56,3 milioni di euro, sono iniziati nell'autunno del 2023 e dovrebbero concludersi nel 2026.

## Struttura e impianti
La stazione sorgerà in pieno centro cittadino, a circa 500 metri di distanza dalla ancor più centrale piazza De Ferrari. La sua posizione risulta strategica per la metropolitana, in quanto intercetterà flussi di passeggeri provenienti da Carignano, via Assarotti e più marginalmente dalla parte bassa di Castelletto, per un totale stimato di 1.4 milioni di passeggeri annui. Se dovesse concretizzarsi il progetto del tunnel, sarà in grado di servire anche il quartiere di San Vincenzo.
Sita a più di 30 metri sotto il piano stradale, una volta operativa sarà la stazione più profonda della linea. La struttura sarà a due banchine laterali collegate da un mezzanino, il quale a sua volta sarà collegato all'atrio superiore della stazione. Secondo il progetto, l'accesso sarà garantito da un sistema di scale mobili/fisse e ascensori.